# Sultanhisar (district)
Sultanhisar is een Turks district in de provincie Aydın en telt 21.446 inwoners (2007). Het district heeft een oppervlakte van 236,08 km².
De bevolkingsontwikkeling van het district is weergegeven in onderstaande tabel.
| 1997   | 2000   | 2007   |
| ------ | ------ | ------ |
| 22.636 | 22.795 | 21.446 |

Aydın · Bozdoğan · Buharkent · Çine · Didim · Germencik · İncirliova · Karacasu · Karpuzlu · Koçarlı · Köşk · Kuşadası · Kuyucak · Nazilli · Söke · Sultanhisar · Yenipazar